# Evacuarea în Uniunea Sovietică

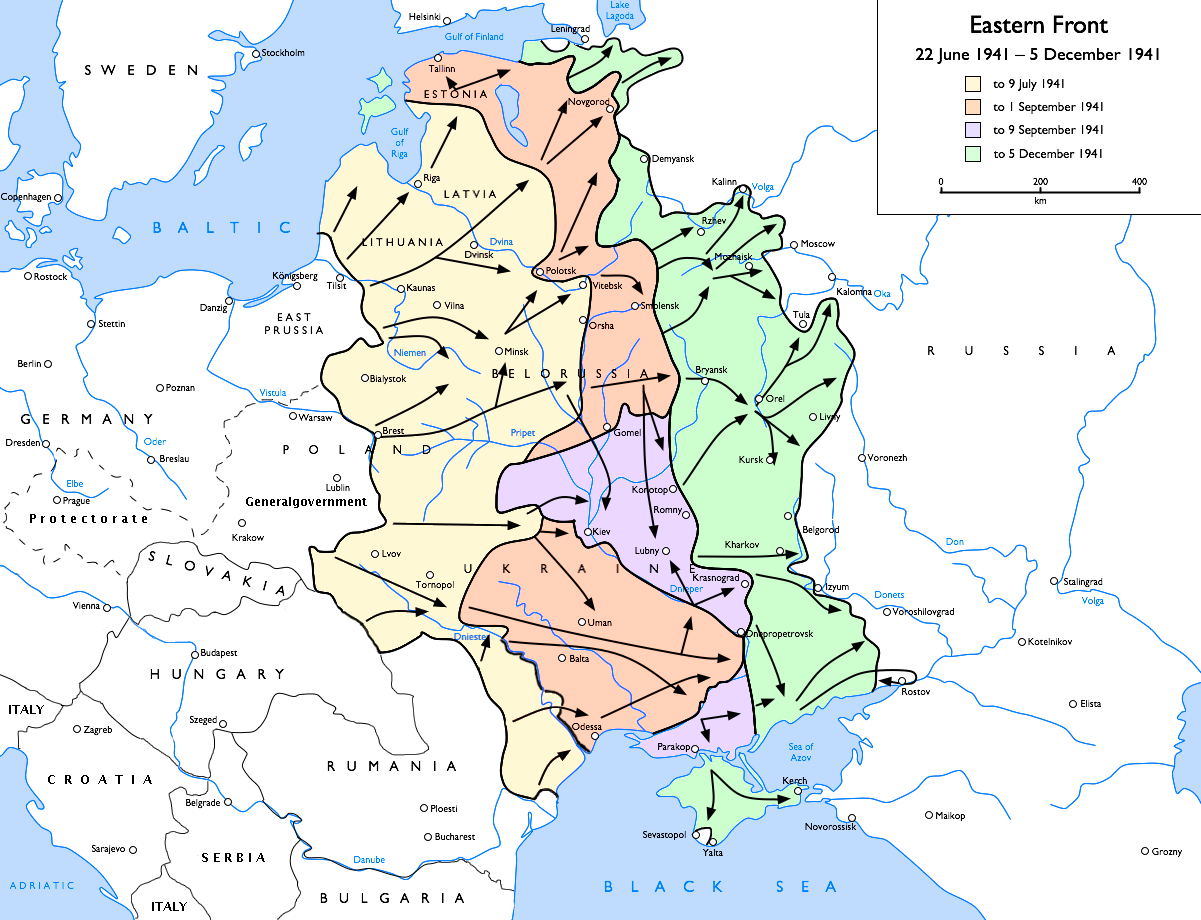
Evoluția liniei frontului în primele șase luni ale Operațiunii Barbarossa

Evacuările în Uniunea Sovietică a fost o migrațiune la scară națională din republicile sovietice vestice spre regiunile centrale și estice ale țării ca rezultat al Operațiunii Barbarossa – invazia militară a Germaniei Naziste din iunie 1941. Efortul și eficiența evacuărilor au fost executate la o scară nemaiîntâlnită până în acel moment: în primele patru luni ale războiului au fost transferate în est peste 2.500 de întreprinderi industriale, 1.500 de colhozuri și sovhozuri, instituții culturale și științifice, stocuri de alimente și materii prime și aproape opt milioane de cetățeni sovietici. . Evacuarea a permis păstrarea principalelor baze economice și industriale ale țării, care au devenit unul dintre factorii care au asigurat victoria în Marele Război Patriotic. 
Ziaristul Alexander Werth, corespondentul de război al BBC și Sunday Times, care a trăit în URSS pe tot parcursul războiului, a scris: „Povestea modului în care întregi fabrici  și milioane de oameni au fost transportați spre răsărit, modul în care aceste fabrici au fost reconstruite în cel mai scurt timp posibil și în condiții dificile nemaiauzite și modul în care au reușit să crească dramatic producția în 1942 este, în primul rând, povestea unei rezistențe umane incredibile”. Autorul a subliniat în mod special că statul sovietic a realizat chiar la apogeul invaziei germane „cea mai magnifică acțiune organizațională”, când „zonele industrial din partea europeană” de o importanță vitală au fost capturate de inamic..
Pe lângă cu exodul spre est al de persoanelor civile și industriilor, înaintarea germanilor a provocat și alte consecințe – executarea deținuților politici, cetățeni sovietici și occidentali, de către unitățile NKVD, , evacuarea de la Moscova la Tiumen a trupului lui Lenin și mutarea colecțiilor  Muzeului Ermitaj în Sverdlovsk. Orașele sovietice răsăritene au primit cea mai mare parte a noilor refugiați și a fabricilor cu producție militară de mare importanță. Orașul Novosibirsk din Siberia (aflat la peste 3.000 km de Moscova), au primit peste 140.000 de refugiați și multe fabrici datorită așezării sale departe de liniile frontului. În pofida succeselor germane timpurii în preluarea controlului asupra unor zone mari din vestul URSS-ului pe tot parcursul anului 1943 și a planurilor sovietice incomplete de mobilizare către est, întreprinderile industriale sovietice aveau să depășească în cele din urmă pe cele germane în producția de arme, culminând cu 73.000 de tancuri, 82.000 de avioane și aproape 324.000 de piese de artilerie trimise pe front Armatei Roșii în lupta împotriva Puterilor Axei până în 1945.

## Obiectivele și domeniul de aplicare
Înainte de război, 40% din populație Uniunii Sovietice trăia pe teritoriul care avea să devină ținta ofensivei germane. Tot aici era concentrat 33% din potențialul industrial al țării, inclusiv întreprinderile industriei de apărare. Numărul total de întreprinderi industriale a fost de 31.850, din care 37 uzine ale metalurgiei feroase, 749 de uzine ale industriei constructoare de mașini, 169 de întreprinderi agricole, chimice, de prelucrare a lemnului și de fabricare a hârtiei, 1.135 de mine, peste 3.000 de sonde de petrol, 61 de centrale electrice mari, sute de alte întreprinderi ale industriei textile, alimentare și altele . 
La pregătirea planului de evacuare, a fost luată în considerare experiența primului război mondial, când Rusia, în 1915,  a transportat fabricile din Varșovia și țările baltice către est, dar nu le-a repus niciodată în funcțiune la capacitate maximă în locațiile noi. Conducerea sovietică și-a dat seama că evacuarea întreprinderilor era o sarcină complexă: pentru a o rezolva, era necesar nu numai să se creeze locuri gata pregătite pentru mutarea întreprinderilor în Urali și Siberia, să se asigure capacități de producție pentru energia electrică, să se construiască locuințe, dar și să se asigure mărfuri de uz casnic, hrană pentru personalul care sosea la noile locuri de muncă  și pentru personalul deja existent aici și, nu în ultimul rând, educarea copiilor în școli. 
Au fost făcute planuri și pentru evacuarea bunurilor culturale. Astfel, colecția Muzeului de Stat Ermitaj ar fi trebuit să plece în oraașele Molotov și Sverdlovsk. Specialiștii muzeului au inspectat înainte de război clădirile destinate depozitării. În 1939, o clădire separată a fost alocată Ermitajului în Leningrad, unde angajații muzeului au început să pregătească cutii și materiale de ambalare, care erau însă goale la începutul războiului..  

## Politica guvernamentală
Stalin și membrii Comitetului Central al Partidului Comunist erau convinși că, până în cele din urmă, Hitler avea să atace Uniunea Sovietică, și au conceput planuri de evacuare, mai înainte ca invazia Germaniei Naziste să fie declanșate. Ca membru al sovietului Districtului militar al Moscovei, Vasili Pronin a conceput un plan pentru evacuarea a aproximativ 1.000.000 de locuitori ai capitalei, plan care a fost însă respins de Stalin. Liderii de partid au aprobat planurile de evacuare doar după declanșarea invaziei naziste.
La două zile după  invazia germană din 22 iunie 1941, a fost creat un Consiliu de Evacuare, care a încercat să definească o procedură pentru evacuarea viitoare a cetățenilor sovietici care locuiau aproape de  linia frontului. Membrii acestui consiliu au identificat localitățile aflate de-a lungul principalelor căi ferate sovietice, din care locuitorii puteau fi evacuați și îmbarcați în trenuri. În septembrie, la trei luni de la invazia nazistă, Consiliul de Evacuare identificase 128 de centre operaționale. Printre centrele urbane importante care au primit cetățeni evacuați (precum și alte resurse și întreprinderi industriale) s-au numărat Kirov, Iaroslavl, Gorki, Ufa, Sverdlovsk, Celeabinsk și Kuibîșev.
Partidul a conceput alte măsuri ca să ajute persoanele evacuate să-și continue viața în noua lor locație. Persoanele evacuate au primit ordine să ia legătura cu autoritățile locale ca să fie luați în evidență. Noi veniți primeau de la autoritățile locale un certificat prin care le era recunoscut statutul de evacuați și prin care le erau repartizate locuri de cazare, rații alimentare și locuri temporare de muncă. Evacuaților li s-a permis să aducă lucruri personale cu ei, atâta timp cât acestea nu a împiedicat capacitatea autorităților de transfer de la locul evacuat la centrul de refugiu. Greutatea bunurilor membrilor familiei nu trebuiau să depășească 40 de kilograme.
În cursul lunilor august și septembrie, Comitetul Central a trimis instrucțiuni autorităților regionale să înceapă construirea de locuințe temporare pentru evacuați, dacă nu existau suficiente locuri de cazare în zonă. În noiembrie, același Comitet Central a preluat deciziile în ceea ce îi privește pe refugiați după crearea Administrației Evacuării, luând puterea din mâinile autorităților regionale. Această hotărâre a dus la înființarea birourilor regionale ale agenției în toate orașele și regiunile de evacuare, astfel încât situația lor să fie mai bine reglementată, în condițiile în care evacuații erau dispersați. funcționarii Administrației de Evacuare erau însărcinați să se asigure că persoanele evacuate erau bine îngrijite în noile lor locații. În plus față de identificarea de locuințe, asigurarea de locuri de muncă și alimente, o problemă importantă care trebuit să fie rezolvată au fost asistența sanitară și îngrijirea copiilor. Încă din primele luni ale anului 1942, după nici un an de război cu Germania, guvernul de la Moscova cheltuise deja trei miliarde de ruble pentru efortul de evacuare.

### Deportările ca parte a evacuării

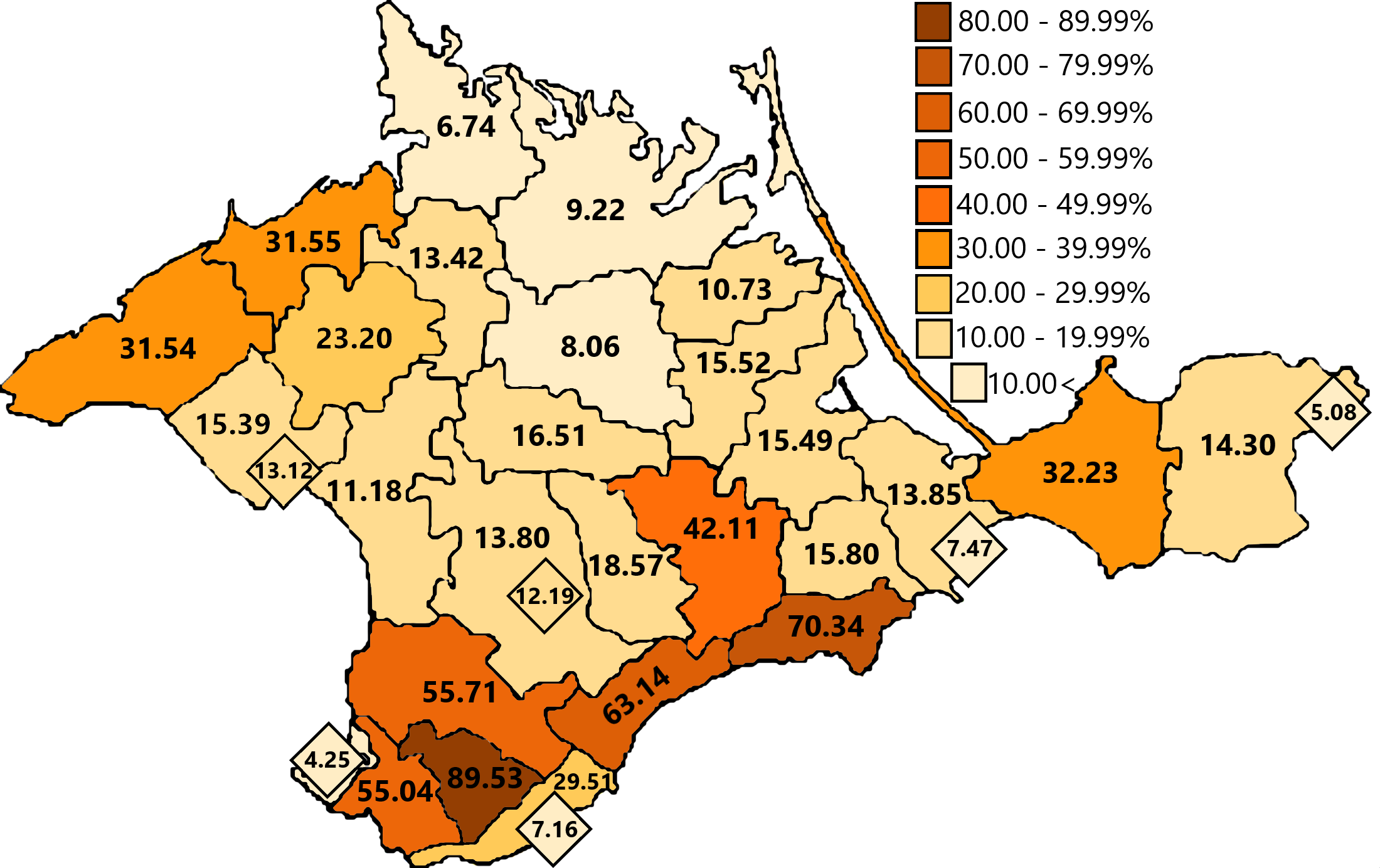
Tătarii din Crimeea – procente din populația totală

Autoritățile sovietice au definit după invazia germană o categorie specială a populației – civilii sovietici care au fost evacuați, dar au fost clasificați ca deportați, nu ca evacuați. Partidul s-a temut că acești deportați vor trăda statul sovietic și vor lupta de partea Germaniei. Prima acțiune din acest proces, care a afectat în cele din urmă până la 3,3 milioane de persoane, care făceau parte din 52 de naționalități diferite, a fost un decret publicat în 1941, care se referea la înlăturarea germanilor de pe Volga, care au fost trimiși în Siberia și Kazahstan, departe de linia frontului a luptelor dintre Wehrmacht și Armata Roșie. Restul evacuării naționalităților suspectate ca fiind neloiale a avut loc mai târziu în război, în anii 1943 și 1944. Dat fiind faptul că germanii de pe Volga și tătarii crimeeni au fost naționalitățile cărora nu li s-a mai permis niciodată să se reîntoarcă pe pământurile natale după terminarea războiului, istoricii consideră că în acest caz este se poate vorbi de purificare etnică.
Tătarii din Crimeea reprezintă o excepție de la regula stabilită de Partidul Comunist, care hotărâse să fie deportate naționalitățile bănuite că ar fi fost pro-germane. Tătarii erau musulmani, iar Partidul Comunist îi suspecta că ei pun religia mai presus de interesul statului. Istoricii datează adesea persecuția și eliminarea tătarilor din Crimeea în perioada războiului civil, după înființarea statului sovietic. Istoricii afirmă că, din 1917 până în 1933, aproximativ jumătate din populația tătară din Crimeea a fost eliminată, fie prin deces, fie prin relocare.
Naționalitățile deportate au provenit, în general, din regiuni apropiate de  linia frontului și au fost instalate în Kazahstan și Asia Centrală în timpul războiului. 
În 1956, la peste un deceniu după sfârșitul celui de-al doilea război mondial, toate grupurile, în afară de germanii Volga și tătarii din Crimeea, au fost relocate în regiunile natale. Hrușciov îi va absolvi de orice vină legată de presupusele colaborări cu germanii sau lipsa de loialitate față de statul sovietic. Se crede că germanilor și tătarilor nu li s-a permis reîntoarcerea, deoarece regiunile din care fuseseră deportați era deja colonizată la sfârșitul războiului cu cetățeni din alte regiuni ale Uniunii Sovietice. Cu toate acestea, Organizația Națională a Mișcării Naționale a Tătarilor din Crimeea, organizată în timpul perestroikăi, a primit în cele din urmă vestea de la guvernul sovietic că poporul lor ar putea reveni în Crimeea. De atunci, după destrămarea Uniunii Sovietice, aproximativ 250.000 de tătari s-au reîntors și s-au stabilit în Ucraina independentă.

#### Deportările grupurilor naționale pe ani[17]
- 1941: Germanii de pe Volga
- 1943: Karaceaii
- 1943: Kalmîcii
- 1944: Balkarii
- 1944: Cecenii și ingușii
- 1944: Tătarii crimeeni
- 1944: Grecii
- 1944:  Turcii meshetieni

## Evacuarea industriei
Rapiditatea înaintării inițiale germane a amenințat nu numai teritoriile și fabricile sovietice, civile și militare, ci și întreaga economie sovietică. Chiar și cu planurile de urgență din anii 1930 și formarea a comitetelor de evacuare în 1941, precum și a Consiliului pentru Evacuare și a Comitetului Departamentului de Stat (GKO), cele mai multe evacuări au fost gestionate de organizațiile sovietice locale, care se ocupau de problemele industriale chiar înainte de iminentele atacuri germane.
Pregătirea lipsită de perspectivă a mobilizării generale a frontului i-a determinat pe mulți dintre membrii acestor consilii să cerceteze bibliotecile din Moscova pentru găsirea oricăror informații legate de evacuările din timpul primei conflagrații mondiale. Comitetele locale au folosit în cele din urmă structura planului cincinal, cu 3.000 de agenți pentru controlarea mișcărilor. Evacuarea instalațiilor industriale a început în august 1941 și a continuat până la sfârșitul anului.
GKO a supravegheat mutarea a peste 1500 de fabrici de importanță militară în zone precum Uralii, Siberia și Asia Centrală. Aceste zone ofereau siguranță locuitorilor datorită distanței mari față de linia frontului, în afara razei de acțiune a bombardierelor Axei și au oferit industriei sovietice numeroase resurse materiale de care aveau nevoie noile fabrici asociate cu efortul de război. Regiunea Munților Urali din Rusia centrală găzduia un lanț impresionant de uzine metalurgice, dar și fabrici ale industriei chimice și alimentare. Uzinele din Siberia se bazau pe minele de cărbune și cupru din bazinul miner Kuznețk pentru sprijinirea efortului de război sovietic.
Există dovezi că anumite evacuări, transferuri de instalații industriale și de muncitori calificați către „fabrici fantomă’’ din răsărit au început mult mai devreme. Atașatul militar american a raportat transferuri masive de mașini și oameni din regiunea Moscovei spre răsărit la sfârșitul anului 1940 și începutul anului 1941. Creșterea rapidă a producției la începutul anului 1942 este un indicator al faptului că evacuările au început în 1940.

## Evacuările civililor
Termenul „evacuare” (эвакуация – evacuațiia) era într-o oarecare măsură un termen nou în 1941, acțiunea în sine fiind descrisă de unii ca fiind „cumplită și neobișnuită”. Alții pur și simplu nu foloseau acest termen. Pentru mulți dintre locuitorii sovietici mult mai familiar era „refugiat” (беженец – bejeneț), dată fiind îndelungata istorie de războaie a țării. În timpul celui de-al Doilea Război Mondial, termenul „refugiat” a fost înlocuit de cel de „evacuat”. Motivele pentru controlul populației strămutate au variat. În ciuda faptului că unii au preferat să se considere evacuați, termenul s-a referit la grupuri variate de indivizi. Unii dintre evacuați făceau parte din clasa elitei privilegiate. Cei care intrau în această categorie erau oameni de știință, muncitori specializați, artiști, scriitori și politicieni. Acești indivizi de elită au fost evacuați în interiorul țării. O bună parte a persoanelor evacuate a fost întâmpinată cu suspiciune. Procesul de evacuare, în ciuda eforturilor autorităților sovietice, nu a fost nici pe departe bine organizat. Statul a considerat că mulți dintre cei care se îndreptau spre est erau suspecți. Deoarece mulți dintre cei care se îndreptaseră spre răsărit se evacuaseră prin eforturi proprii, lor nu li se atribuise un loc de strămutare. Oficialitățile se temeau că evacuarea dezordonată putea să permită dezertorilor să se ascundă. Evacuații care nu au intrat în categoria elitei privilegiate au fost suspectați că ar putea contamina restul populației atât epidemic, cât și ideologic. 
De la începutul secolului al XX-lea, Rusia fusese devastată de războaie. Această societate care se obișnuise cu războiul învățase cât de importantă era mobilizarea industriei și populației civile. Războiul Civil Rus și Primul Război Mondial le-au oferit bolșevicilor experiența necesară pentru modelarea viitoarele strategii de evacuare. Pregătirile pentru un viitor război au început la începutul deceniului al treilea, dar, abia după panica de război din 1927, sovieticii au început să elaboreze măsuri defensive, printre care se numărau și politicile de evacuare. Aceste politici nu au fost formulate ca un efort umanitar, ci ca o modalitate prin care populația poate participa la apărarea țării. Prin conceperea acestor planuri s-a avut în vedere evitarea vechilor probleme: obstrucționarea deplasărilor coloanelor militare, răspândirea bolilor, demoralizarea militarilor și tensiunile economice. „Sovietul muncii și apărării” (Совет труда и обороны) a avut sarcina să elaboreze aceste politici împreună cu alte instituții sovietice

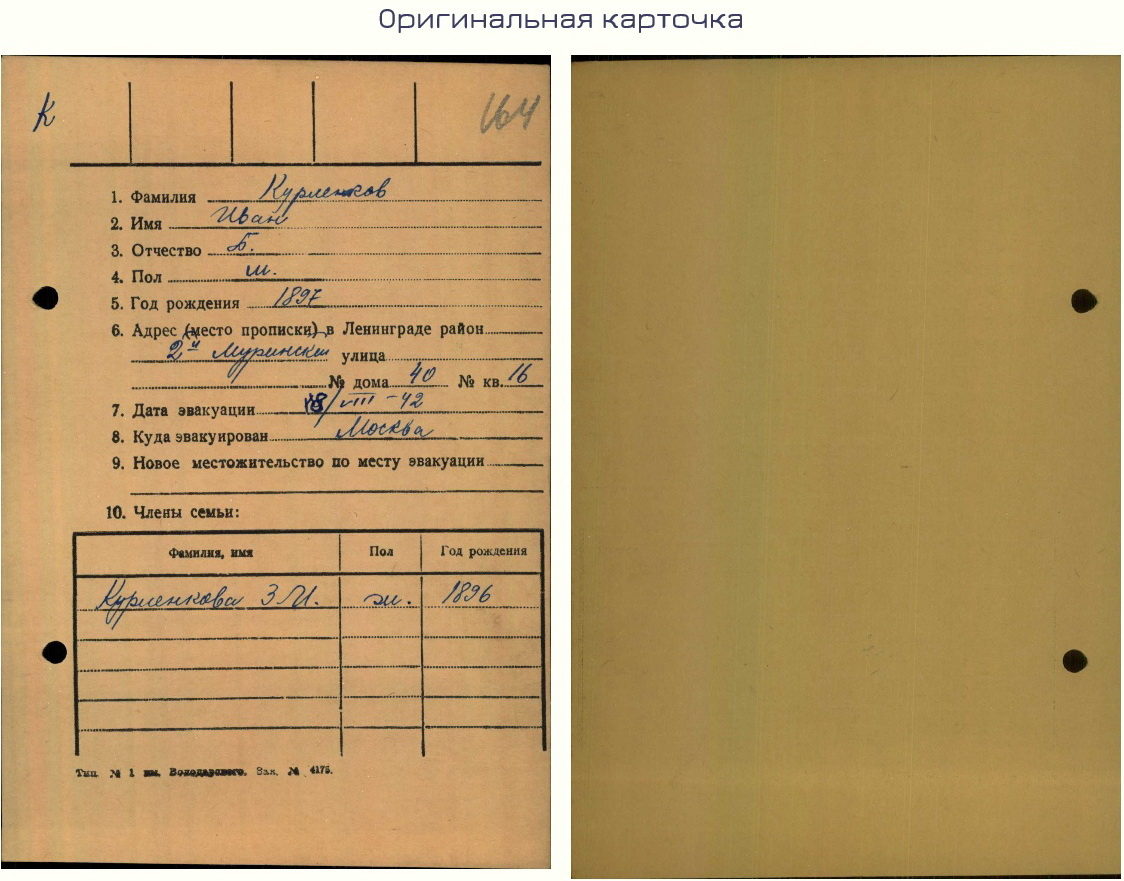
Cartea de evacuare a soților Kurlenkov - Ivan Borisovici și Zinaida Ivanovna.

Declanșarea atacului german din 1941 a provocat evacuarea a milioane de cetățeni sovietici. Numărul exact al celor evacuați este greu de aproximat, deoarece mulți s-au evacuat prin eforturi proprii și nu prin grija statului. Unii cercetători apreciază că acest număr se ridică la 16,5 milioane de oameni. Tașkentul, capitala Uzbekistanului, a fost una dintre cele mai primitoare destinații pentru refugiați, care a ajuns să adăpostească la un moment dat mai multe zeci de mii de refugiați. Cu toate eforturile autorităților, din cauza numărului mare de refugiați, gările erau supraaglomerate, iar eliberarea biletelor de tren putea dura mai multe zile. Când a început să se prefigureze sfârșitul războiului, autoritățile nu le-au permis evacuaților care doreau să se întoarcă la casele lor să plece din vest. Politica de reevacuare a fost destinată celor care nu lucrau în industrie. Acești cetățeni își pierduseră reședința în orașul lor de origine și, prin urmare, nu au făcut parte din procesul de reîntoarcere la căminele lor. Oricine ar fi încercat să se întoarcă fără aprobarea autorităților urma să fie pedepsit cu închisoarea. În ciuda numeroaselor blocaje pe căile de transport și a altor probleme, statul sovietic a reușit să facă ceea ce nicio altă țară europeană nu a putut: evacuarea a milioane de cetățeni în zonele sigure din spatele frontului.
Din cauza crizei acute de forță de muncă,  Sovietul Comisarilor Poporului (Sovnarkom), printr-un decret al Comisariatului pentru Justiție, i-a obligat pe evacuați să lucreze în fabrici și ferme agricole colective pentru sprijinirea efortului de război. De multe ori, cei aleși pentru completarea forței de muncă din industrie și agricultură au fost cei considerați până atunci neproductivi din punct de vedere social. Oamenii care nu lucrau pentru un salariu fix, precum artiști, scriitori și artizani, au fost excluși din acest nou decret. Au apărut probleme cu motivarea financiară a muncitorilor. Unii au susținut că, la întoarcerea la casele lor, au fost plătiți cu salarii prea mici, susținând că guvernul acorda subvenții celor care nu lucrau de loc la fel de mari cu salariile pe care le primeau cei care munceau.
Pe măsură ce iarna s-a apropiat și luptele din jurul Moscovei s-au intensificat, sovietul regional al Moscovei și comitetul executiv al regiunii Moscova au hotărât că este de mare importantă evacuarea femeilor și copiilor din suburbiile capitalei. Sovietele au cerut Comitetului de evacuare al Sovnarkomului transferarea în zone sigure a 300.000 de persoane din suburbiile Moscovei.  Oficialii nu s-au pregătit corespunzător pentru evacuarea copiilor. Au fost copii transportați cu șlepurile, care nu aveau prevăzute din proiectare măsuri de siguranță, mai ales balustrade laterale. Au existat ca urmare cazuri în care copii au căzut peste bord. Copii și-au amintit că au fost îmbarcați pe șlepuri folosite la transportul produselor agricole sau făinii, care nu fuseseră destinate transportului de persoane. Copiilor nu li s-a dat de obicei apă de băut, iar când s-a făcut acest lucru, au fost câteva înghițituri de apă descrisă ca fiind „clocită”. Copii au dormit pe punțile aglomerate ale ambarcațiunilor. Într-o scrisoare, un copil le-a scris părinților că este bine hrănit – au fost serviți cu pâine și ceai la micul dejun și la prânz cu supă de varză. 

## Familiile de evrei din Uniunea Sovietică
Populația Uniunii Sovietice a crescut cu 2.000.000 de evrei în perioada 1939 - 1940. O bună parte a lor a provenit din Polonia anexată în 1939, dar au fost evrei și din alte regiuni. După semnarea Pactului Ribbentrop-Molotov, Germania Nazistă și URSS au ocupat regiuni întinse ale unor foste state – Polonia, statele baltice și  România. De la România, Uniunea Sovietică a ocupat Basarabia și Bucovina de Nord. Se estimează că în Basarabia și Bucovina trăiau aproximativ 250.000 de evrei în acele timpuri. Alți aproximativ 120.000 de evrei s-au refugiat în Basarabia și Bucovina ocupate de sovietici din România, care intrase în sfera de influență germană. În primăvara anului 1941, în Basarabia și Bucovina controlate de sovietici trăiau aproximativ 450.000 de evrei. Aproximativ 10.000 de evrei, proaspăt deveniți cetățeni sovietici, au fost deportați pentru diferite motive în interiorul Rusiei. Mulți bărbați dintre acești deportați au fost recrutați în Armata Roșie. Există dovezi că guvernul sovietic a făcut anumite eforturi pentru a-i încorpora pe acești cetățeni evrei strămutați în societatea sovietică. Crearea Comitetului antifascist evreiesc este unul dintre exemplele acestor eforturi. Mulți evrei care trăiau în regiunile din Polonia ocupată de naziști și din România nu erau dornici să se mute în Rusia, ale cărei politici ateiste nu îi favorizau. Mulți dintre acești evrei au subestimat pericolul nazismului și au plătit pentru aceasta cu viața. Alți evrei care au fugit din Germania în Rusia au avut o vorbă, „mai bine Stalin decât Hitler”.  Aproximativ 3.000.000 de evrei au fost uciși de membrii Einsatzgruppen în teritoriile controlate de germani în Uniunea Sovietică în timpul celui de-al doilea război mondial.
După ce Germania a invadat Uniunea Sovietică în 1941, cei mai mulți cetățeni sovietici evrei care trăiau în aceste regiuni au fost uciși de naziști, dar un anumit număr de familii evreiești au reușit să se refugieze în interiorul teritoriului sovietic. Uniunea Sovietică nu a ținut evidențe speciale care să îi privească pe evrei. Se estimează însă că aproximativ 300.000 de cetățeni sovietici au fost evacuați din Basarabia în răsărit, ca de exemplu în Kazahstan. Nu este cunoscut cu certitudine câți dintre acești cetățeni erau evrei. În februarie 1942, erau aproximativ 45.000 de evrei basarabeni strămutați în Uzbekistan. Până la începutul anului 1942, fuseseră strămutați din Basarabia și Bucovina de Nord în diferite republici sovietice între 80.000 și 85.000 de evrei.

## Trupul lui Lenin
În fața înaintării germane și în cadrul evacuărilor industriei și civililor, Politburoul a luat decizia de evacuare a corpul îmbălsămat al Lenin din  mausoleul din  Piața Roșie, unde fusese expus încă din 1924.
Corpul lui Lenin a fost îndepărtat în secret și trimis departe de linia frontului și de orice zonă industrială amenințată de bombardierele germane. Orașul Tiumen, situat la aproximativ 2.500 de kilometri est de Moscova, a fost destinația aleasă. În iunie 1941, corpul lui Lenin a fost învelit în parafină și plasat într-un sicriu de lemn care a fost apoi introdus într-o ladă mai mare din lemn. Împreună cu trupul lui Lenin au fost trimise substanțe chimice și instrumente necesare pentru conservarea continuă a corpului. Lada a fost încărcată într-un tren special, păzit de un grup de gărzi ale Kremlinului. Trupul lui Lenin a avut propriul lui vagon și o gardă personală non-stop. Au fost postați soldați suplimentari de-a lungul căii ferate și în stațiile de pe ruta trenului spre est.
După sosirea în Tiumen, sicriul cu trupul lui Leni a fost adăpostit într-o clădire dărăpănată din campusul Institutului Agricol din oraș. Pentru continua îngrijire a trupului lui Lenin a fost nevoie de achiziționarea de substanțe chimice suplimentare și apă distilată din orașul Omsk, aflat la 600 kilometri est de Tiumen.
Trupul lui Lenin a fost readus în Moscova în apriie 1945.